# Séverine Ferrer
Séverine Ferrer (Montpellier, 31 oktober 1977) is een Franse zangeres.

## Biografie
Na haar geboorte in Montpellier groeide Séverine Ferrer op in het Franse overzeese departement Réunion. Daar begon ze met zingen en werd ze in haar tienerjaren beroemd. Ze groeide langzaam maar zeker uit tot de populairste zangeres van het eiland en verkocht er veel platen.
In 1991 verhuisden Séverine en haar familie naar Parijs. Séverine was vastbesloten om haar zangcarrière op het Franse vasteland voort te zetten, maar gaf eerst de voorkeur aan andere activiteiten. Zo speelde ze o.a. in diverse televisieseries en soaps, waaronder Classe Mannequin.
In 2004 pakte Ferrer uiteindelijk haar zangcarrière weer op met de release van een nieuw album, genaamd Dieu me Pardonne. Tevens begon de ster een kledinglijn voor zwangere vrouwen, waarbij de modewereld interesse toonde om het op de catwalks van Parijs in haute-couture-vorm te presenteren.

## Eurovisiesongfestival
In 2006 werd Séverine Ferrer gekozen om het ministaatje Monaco te vertegenwoordigen op het Eurovisiesongfestival 2006. Met haar liedje La Coco-Dance reisde ze af naar Athene, waar het songfestival werd gehouden. Wegens het slechte resultaat dat Monaco een jaar eerder geboekt had, moest Ferrer eerst aantreden in de halve finale. Hoewel haar act origineel leek, en La Coco-Dance een vrolijk liedje was over het exotische eiland Tahiti, liep de deelname uit op een mislukking. Ferrer kreeg slechts 14 punten en eindigde daarmee teleurstellend op de 21ste plaats. De oorzaak werd gezocht in de steeds verder afbrokkelende populariteit van de Franse taal, maar ook het feit dat de zang niet altijd even helder klonk, zal hebben meegespeeld.
Na dit debacle besloot Monaco zich voorlopig van het Eurovisiesongfestival terug te trekken. Sinds de deelname van Séverine in 2006 heeft het landje niet meer deelgenomen.